# Цамбана
Цамбана (итал. Zambana) је насеље у Италији у округу Тренто, региону Трентино-Јужни Тирол.
Према процени из 2011. у насељу је живело 1569 становника. Насеље се налази на надморској висини од 203 м.

## Становништво
Према резултатима пописа становништва 2011. у општини је живело 1.620 становника.
| 1931. | 1936. | 1951. | 1961. | 1971. | 1981. | 1991. | 2001. | 2011. |
| ----- | ----- | ----- | ----- | ----- | ----- | ----- | ----- | ----- |
| 515   | 555   | 693   | 845   | 1.372 | 1.676 | 1.593 | 1.585 | 1.620 |